# Jenikale
Jenikale (ukrainisch Єні-Кале; russisch Ени-Кале, krimtatarisch Yeñi Qale von türkisch: „Neue Festung“ Yeni für „neu“ und Kale für „Festung“, das wiederum abgeleitet vom arabischen „Qala“) ist eine Festung im östlichen Teil der Stadt Kertsch auf der Halbinsel Krim. Sie wurde 1699 bis 1706 unter türkischer Herrschaft errichtet. Die Festung wurde unter der Leitung von Goloppo, einem zum Islam konvertierten Italiener, für das türkisch beherrschte Khanat der Krim gegen das Russische Zarenreich errichtet. Außer ihm waren mehrere französische Ingenieure am Bau beteiligt.
Jenikale war mit starken Geschützen bewaffnet und stand an einem strategisch wichtigen Ort an der Meerenge von Kertsch. Die Festung erstreckte sich über 25.000 m² und hatte zwei Pulverlager, ein Arsenal, ein Wasserreservoir, Unterkünfte, ein Badehaus und eine Moschee. Ungefähr 800 türkische Soldaten und 300 Tataren waren in Jenikale stationiert. Der Schwachpunkt der Festung war der Mangel an Süßwasser. Deshalb wurde eine unterirdische Versorgungsleitung von einer mehrere Kilometer entfernten Quelle in die Festung verlegt. Jenikale diente als Residenz des Paschas.
Im Sommer des Jahres 1771 besetzte die Kaiserlich Russische Armee die Krim. Die Türken verließen Jenikale, und nach dem Vertrag von Kutschuk-Kainartschi aus dem Jahre 1774 wurden Kertsch und die Festung Jenikale von Russland übernommen. Im 19. Jahrhundert nutzten die Russen die Festung kurze Zeit als Militärkrankenhaus, aber bald wurde sie aufgegeben.
Heute ist die Festung eine beeindruckende historische Sehenswürdigkeit. Der angrenzende Bezirk der Stadt Kertsch heißt ebenfalls Jenikale.